# 失われたものゝ伝説
『失われたものゝ伝説』（うしなわれたもののでんせつ、The Legend of the Lost）は1957年のアメリカ合衆国の映画。『失われたものの伝説』と表記されることも多い。
ヘンリー・ハサウェイ監督の作品で、出演はジョン・ウェインやソフィア・ローレンなど。
ジョン・ウェインが主催するバトジャック・プロダクションの第1回作品でもある。

## キャスト
| 役名       | 俳優                         | 日本語吹替 | 日本語吹替 |
| 役名       | 俳優                         | NET版      | TBS版      |
| ---------- | ---------------------------- | ---------- | ---------- |
| ジョー     | ジョン・ウェイン             | 小林昭二   | 小林昭二   |
| ディタ     | ソフィア・ローレン           | 今井和子   | 今井和子   |
| ポール     | ロッサノ・ブラッツィ         | 臼井正明   | 井上孝雄   |
| デュカス   | カート・カズナー             | 文部おさむ |            |
| ガリ・ガリ | イブラヒム・エル・ハディシュ |            |            |

- NET版：初回放送1967年9月24日『日曜洋画劇場』
- TBS版：初回放送1973年6月25日『月曜ロードショー』

## スタッフ
- 監督：ヘンリー・ハサウェイ
- 脚本：ベン・ヘクト、ロバート・プレスネル・Jr.
- 製作：ヘンリー・ハサウェイ
- 撮影：ジャック・カーディフ
- 作曲：アンジェロ・フランチェスコ・ラバニーノ